# The Best of Shogo Hamada vol.1
『The Best of Shogo Hamada vol.1』（ザ・ベスト・オブ・ショウゴ・ハマダ・ヴォリューム・ワン）は、2006年8月9日に、『The Best of Shogo Hamada vol.2』と同時発売された浜田省吾2枚目のベスト・アルバム。

## 概要
ソロ・デビュー30周年を記念して制作されたアルバムで、『vol.1』が1988年～2005年の作品、『vol.2』は1976年～1987年の作品から選曲されている。本作収録に際して、それぞれリミックス・リアレンジ・リメイクなどが施されている。
大半は原曲のまま収録されているが、「日はまた昇る」のヴォーカルは新たに録り直された。「Darkness in the heart - 少年の夏」の演奏にも手直しがされている。
本作2作発売にあわせ『The History of Shogo Hamada "Since1975"』が本人によるライナーノーツ付の3面紙ジャケット仕様で期間限定で同日に再発された。
2009年9月2日に、『The History of Shogo Hamada "Since1975"』と『The Best of Shogo Hamada vol.2』とともにBlu-spec CDにフォーマットを変更して限定再発され、2021年6月23日に、『SHOGO HAMADA 45th Anniversary "DISCOGRAPHY COLLECTION"』シリーズとして再発された。

## 収録曲
| 全作詞・作曲: 浜田省吾。 |                                                                           |           |            |                                                    |      |
| #                        | タイトル                                                                  | 作詞      | 作曲・編曲 | 収録作品                                           | 時間 |
| 1.                       | 「君と歩いた道」                                                          | 浜田省吾  | 浜田省吾   | アルバム『My First Love』                          | 3:53 |
| 2.                       | 「Darkness in the heart - 少年の夏」(Remixed in 2006)                     | 浜田省吾  | 浜田省吾   | アルバム『FATHER'S SON』                           | 5:29 |
| 3.                       | 「夏の終り」                                                              | 浜田省吾  | 浜田省吾   | アルバム『ROAD OUT "TRACKS"』                      | 6:03 |
| 4.                       | 「光と影の季節」(Remixed in 2006)                                         | 浜田省吾  | 浜田省吾   | アルバム『My First Love』                          | 4:46 |
| 5.                       | 「二人の絆」                                                              | 浜田省吾  | 浜田省吾   | アルバム『青空の扉 〜THE DOOR FOR THE BLUE SKY〜』 | 4:32 |
| 6.                       | 「彼女はブルー」                                                          | 浜田省吾  | 浜田省吾   | アルバム『青空の扉 〜THE DOOR FOR THE BLUE SKY〜』 | 5:34 |
| 7.                       | 「彼女」                                                                  | 浜田省吾  | 浜田省吾   | アルバム『SAVE OUR SHIP』                          | 4:04 |
| 8.                       | 「紫陽花のうた」                                                          | 浜田省吾  | 浜田省吾   | アルバム『青空の扉 〜THE DOOR FOR THE BLUE SKY〜』 | 4:58 |
| 9.                       | 「LOVE HAS NO PRIDE この街の男は女のことで悩みすぎてる」(Remixed in 2006) | 浜田省吾  | 浜田省吾   | アルバム『SAVE OUR SHIP』                          | 5:54 |
| 10.                      | 「君の名を呼ぶ」                                                          | 浜田省吾  | 浜田省吾   | アルバム『初秋』                                   | 6:20 |
| 11.                      | 「Thank you」                                                             | 浜田省吾  | 浜田省吾   | アルバム『My First Love』                          | 4:10 |
| 12.                      | 「I am a father」                                                         | 浜田省吾  | 浜田省吾   | アルバム『My First Love』                          | 4:25 |
| 13.                      | 「日はまた昇る」(Remixed in 2006)                                         | 浜田省吾  | 浜田省吾   | アルバム『SAVE OUR SHIP』                          | 7:18 |
| 14.                      | 「サイドシートの影」(Remixed in 2006)                                     | 浜田省吾  | 浜田省吾   | アルバム『誰がために鐘は鳴る』                     | 5:22 |
| 合計時間:                | 合計時間:                                                                 | 合計時間: | 72:48      |                                                    |      |